# Tschurndorf
Tschurndorf (ungarisch Csóronfalva, Czundra; kroatisch Čulindrof) ist eine Ortschaft und Katastralgemeinde der Marktgemeinde Weppersdorf im burgenländischen Bezirk Oberpullendorf in Österreich. Die Ortschaft hat 507 Einwohner (Stand 1. Jänner 2024). Tschurndorf war bis Ende 1970 eine eigenständige Gemeinde.

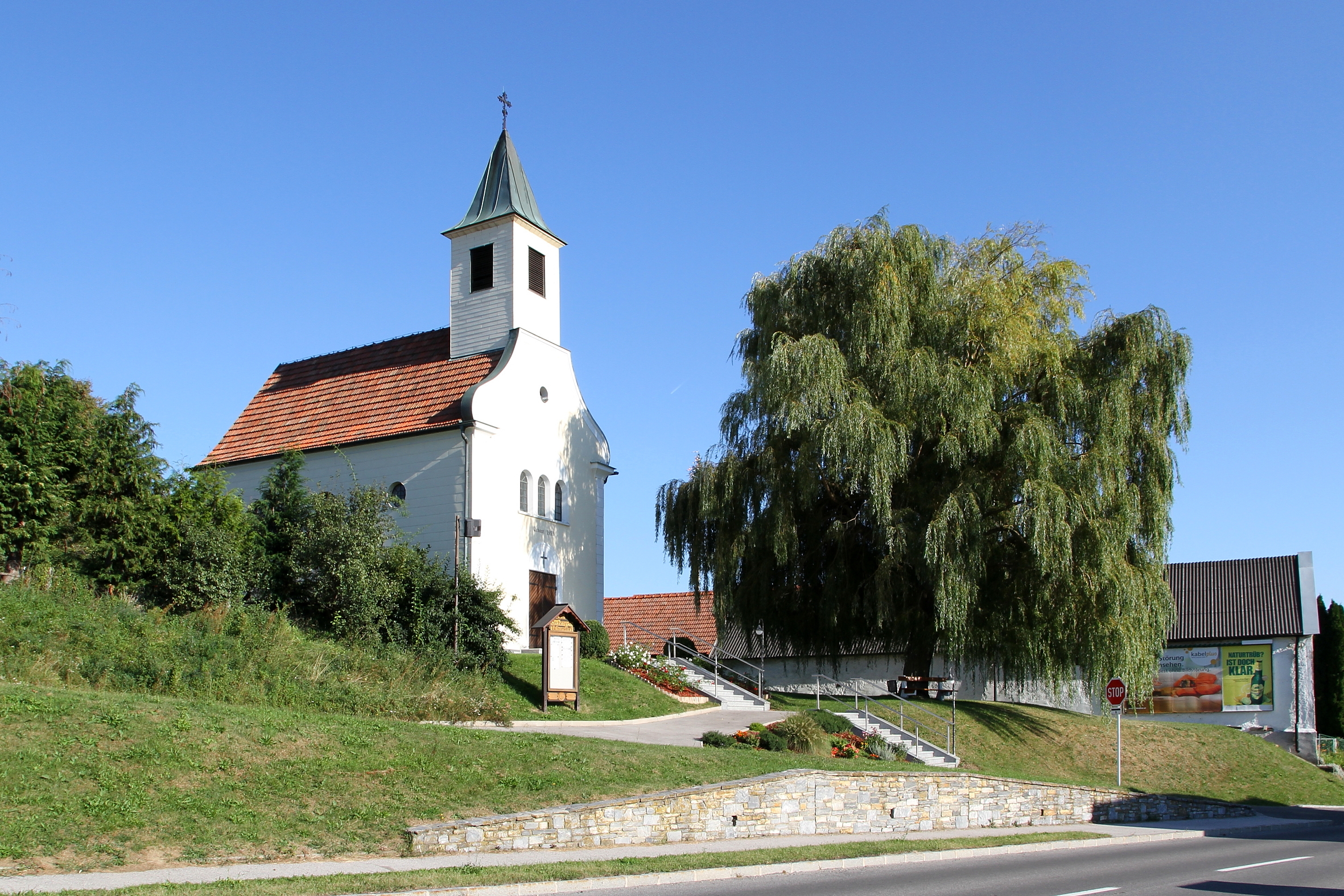
Die 1953 errichtete katholische Filialkirche

## Geografie

### Geografische Lage
Tschurndorf liegt im Mittelburgenland. Die Hügel von Tschurndorf sind Ausläufer des Ödenburger Gebirges. Durch die Gemeinde fließt der Sieggrabenbach. Südlich von Tschurndorf verläuft entlang des in Windungen idyllisch dahinfließenden Bachs ein Radweg.

### Nachbargemeinden
|                                         | Kalkgruben (Katastralgemeinde von Weppersdorf, Bezirk Oberpullendorf, Bgld.) |                                         |
| Kobersdorf (Bez. Oberpullendorf, Bgld.) | Kompassrose, die auf Nachbargemeinden zeigt                                  | Lackenbach (Bez. Oberpullendorf, Bgld.) |
|                                         | Weppersdorf (Bez. Oberpullendorf, Bgld.)                                     |                                         |

## Geschichte
Im Jahr 1527 scheint Tschurndorf erstmals urkundlich als Gründung des damaligen Burgherrn von Schloss Kobersdorf, Hans Tschuramb (ungarisch Csoron) auf. Laut einer historischen Theorie dürfte es sich jedoch um eine Wiederbesiedelung eines Dorfes handeln, das bereits um 1225 gegründet worden sein könnte. Über mehrere Jahrhunderte teilte es als Teil der Herrschaft Kobersdorf deren bewegte Geschichte.
1954 wurde von der evangelischen Tochtergemeinde (A.B.) Tschurndorf (die zur evangelischen Gesamtgemeinde Kobersdorf gehört) ein gemauerter Glockenturm errichtet. Der evangelische Betsaal wurde 2009 und 2016 renoviert.
1971 wurden im Zuge des Gemeindestrukturverbesserungsgesetzes die vormals selbständigen Gemeinden Kalkgruben, Tschurndorf und Weppersdorf zur Großgemeinde Weppersdorf zusammengeschlossen.
1998 wurde das Feuerwehrhaus der Freiwilligen Feuerwehr neu errichtet. 2017/18 erfolgte die Renovierung der im Jahr 1953 errichteten katholischen Filialkirche. Der Außenbereich des Friedhofs, die Aufbahrungshalle, das Kriegerdenkmal sowie das Marterl (Bildstock) wurden modernisiert und zum Teil umgestaltet.

## Lokale Besonderheiten
Es gibt im Ort fünf Firmen, zwei Gaststätten und 15 Vereine. Zudem sind ein Kinderspielplatz und ein Sportplatz vorhanden. In der Ortsmitte wurde 2023 mit dem „18er-Haus Tschurndorf“ ein neues Dorfgemeinschaftszentrum eröffnet.

## Söhne und Töchter der Gemeinde
- Rudolf Geißler (* 1958), Politiker